# Акаша
Ака́ша (санскр. आकाश, IAST: ākāśa, букв. «видимость», «пространство») — в индийских религиях — особый вид пространства, приблизительно соответствующий европейскому понятию «эфир»; в феноменологии — «первоначальный импульс, начало проявления».

## Виндуизме
Считается одной из первооснов материального мира, одним из пяти основных элементов (панчамахабхута). В «Сиддха-сиддханта паддхати» перечисляются следующие основные качества акаши: пустотность, непрерывность, неосязаемость, синий цвет, шабда (звук).
Также акаша является одной из 9 субстанций (дравья) вайшешики.
В человеке акаша проявляется, в частности, в виде тонкой звуковой вибрации нада.

## Вбуддизме
В наиболее простом случае под акашой в буддизме может пониматься «отсутствие сопротивляющейся материи». Такое понимание иногда связано со школой тхеравады и присутствовало, в частности, в школе саутрантика. В школе сарвастивада под акашой имели в виду причинно необусловленную асанскрита-дхарму и элемент (акаша-дхату). В махаяне акаша находится за пределами существования и несуществования и связывается с понятием шуньяты.
В Паньчавимшатисахасрика-махапраджняпарамита-сутре Субхути, отвечая на вопрос Будды о способе изучения праджня-парамиты, указывает, что праджня-парамита постигается как «беспрепятственное пространство» (санскр. акаша, яп. коку). Отмечая это, буддолог С. Ю. Лепехов подчёркивает, что главной характеристикой акаши в буддизме является «беспрепятственность» или «непрерывность», из которой впоследствии происходит «протяжённость». В комментарии на Паньчавимшатисахасрика-махапраджняпарамита-сутру дзэн-мастер Догэн раскрывает постижение праджня-парамиты как абсолютно непрерывный и интуитивный процесс, не включающий в себя каких-либо рассуждений и дискурса.